# Михайлівка (Обухівський район)
Миха́йлівка — село в Україні, у Миронівській міській громаді Обухівського району Київської області. Колишній центр Михайлівської сільської ради, а з кінця 2019 року разом з селами Іванівка та Олексіївка входить до складу Іванівського старостинського округу № 5 Миронівської ОТГ. Населення становить 216 осіб.

## Населення
За даними всеукраїнського перепису населення 2001 року у селі мешкала 301 особа, у 2023 році — 216 осіб. 
Мова
Розподіл населення за рідною мовою за даними перепису 2001 року був таким:
| українська | 299 | 99,34 |
| молдовська | 1   | 0,33  |
| білоруська | 1   | 0,33  |